# Santiago Loza
Santiago Loza (Córdoba, 15 de abril de 1971) é um cineasta argentino.